# Barbara Zibell
Barbara Zibell, de nom complet Barbara Edith Natrup Zibell, és una arquitecta que també exerceix com a docent a la Universitat d'Hannover, en la Facultat de Ciències de l'arquitectura i el paisatge.
Barabara Zibell va néixer en Großburgwedel, districte d'Hannover, Alemanya, en 1955, entre els anys 1974-1980 va estudiar Planificació Urbana i Regional de la Universitat Tècnica de Berlín, obtenint la titulació corresponent. En 1982 inicia estudis jurídics per estar millor preparada per poder dedicar-se al servei d'administració estructural. L'any 1994 es doctora, en la ETH Zuric, departament d'arquitectura, sent el títol de la seva tesi: “Caos com a principi organitzador a la planificació urbana”.
Al llarg de la seva trajectòria professional se centrat en la seva recerca i treball en temes referits a: l'ordenació del territori des d'una perspectiva de gènere; l'habitatge i els serveis públics; la teoria, cultura i posada en pràctica de la planificació, així com el desenvolupament territorial i de les ciutats des d'una perspectiva de sostenibilitat.
A més de la seva labor docent ha exercit diversos càrrecs en institucions públiques i privades, entre les quals podem citar, per exemple: Consultora de Planificació Espacial, en 1988 a Suïssa; Associació de Recerca de Zuric per a la construcció i Transport; la planificació de l'Associació, l'arquitectura, les dones P.A.F. Suïssa; President del Consell Assessor l'any 2000 de l'Associació per a la Dona i la EXPO eV amb seu en Hanover; diversos càrrecs entre 1998-2003 en el Consell Assessor Científic de l'Oficina Federal per a la Construcció i Planificació Regional de BBR; etc.
També ha realitzat nombroses publicacions, tant d'articles com de llibres, que consoliden i avalen la seva trajectòria, entre les quals podem destacar:
- Auf den zweiten Blick: städtebauliche Frauenprojekte im Vergleich. Schröder, Anke; Zibell, Barbara. Frankfurt am Main: P. Lang, 2004. ISBN 3-631-52806-X[8]
- Bedarfsgerechte Raumplanung: gender practice und Kriterien in der Raumplanung ; Endbericht Langfassung. Land Salzburg, 2006. ISBN 901343210 i ISBN 9783901343216 Error en ISBN: longitud ni 10 ni 13. Nombre pàgines 61.[9]